# KDE aided design
KDE aided design, kurz KAD, ist ein CAD-Programm für zweidimensionale Zeichnungen. Es basiert auf der Community-Edition von QCad und besitzt eine angepasste Oberfläche für KDE. Die aktuelle Version 0.8.2 ist für Linux, Unix und BSD verfügbar. Sie verwendet die KDE-Bibliotheken in Version 3. An einer Portierung auf KDE4 wird zurzeit gearbeitet.

## Funktionsumfang
KAD bietet über 40 Konstruktions- und mehr als 20 Modifikations-Werkzeuge für Punkte, Linien, Bögen, Kreise, Ellipsen, Splines, Polylinienzüge, Texte, Bemaßungen und Schraffuren. Weiter kann das Programm mit Layern und Blöcken (Gruppierungen) umgehen. Maßstabgetreues Drucken, Objekt-Fang, Symbolbibliothek und Mess-Werkzeuge gehören ebenfalls zum Funktionsumfang.
Als Dateiformat verwendet KAD das DXF. Die zu verwendende Maßeinheit kann zwischen dem metrischen und dem britischen Einheitensystem umgeschaltet werden.